# Ulla Brede-Hoffmann

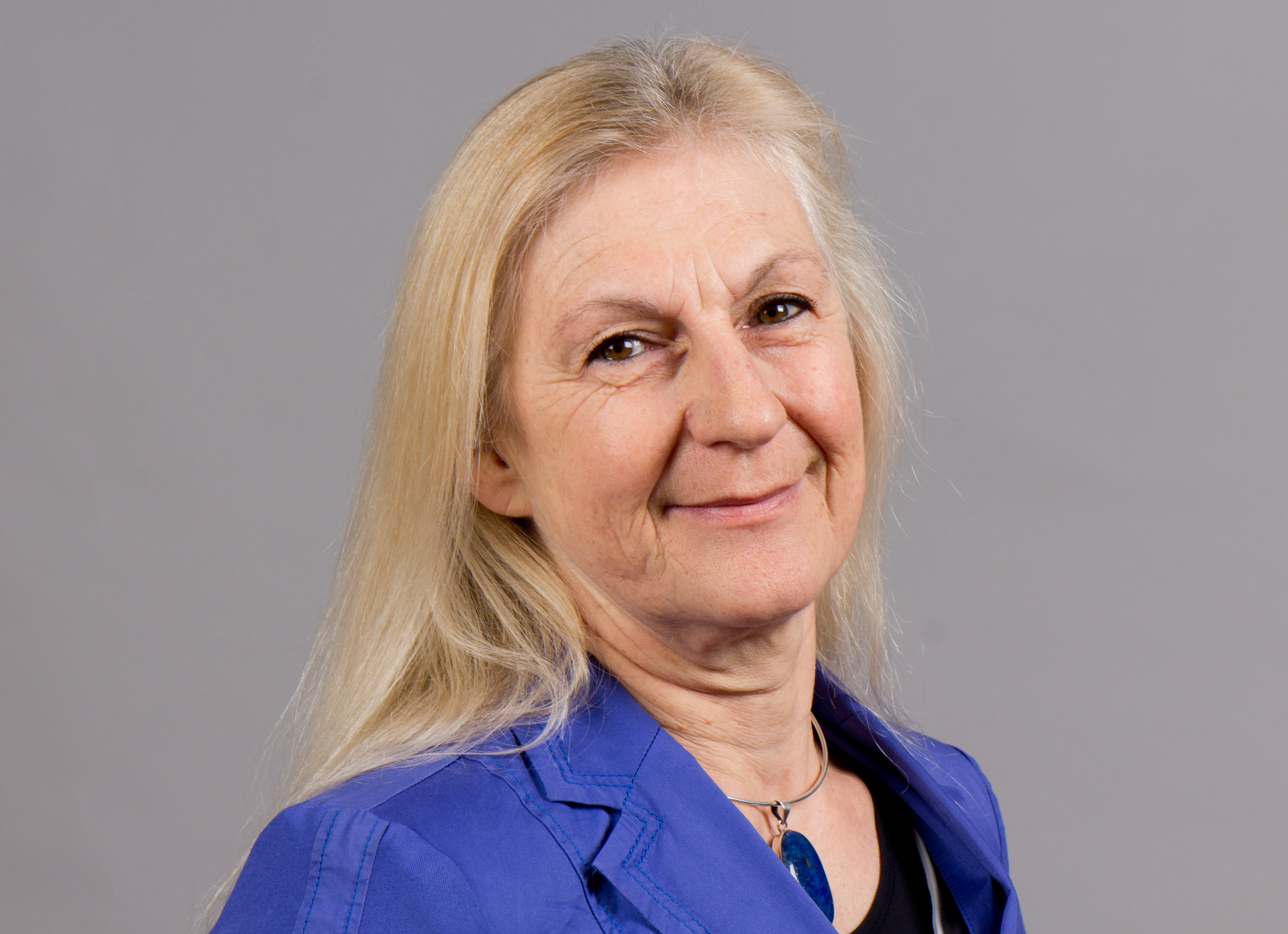
Ulla Brede-Hoffmann (2014)

Ulla Brede-Hoffmann (* 9. August 1950 in Gernsbach als Ursula Brede) ist eine deutsche Politikerin (SPD).

## Leben und Beruf
Nach dem Abitur am Gymnasium Gernsbach 1969 studierte Brede-Hoffmann Publizistik, Soziologie und Geschichte an der Universität Mainz und schloss das Studium als Sozialwissenschaftlerin M. A. ab. Ab 1972 absolvierte eine Ausbildung beim ZDF. Von 1976 bis 1979 war sie bei der Stadtverwaltung Mainz im Amt für Statistik und Stadtentwicklung und als Hausfrau tätig. Brede-Hoffmann hat zwei erwachsene Söhne.

## Politik
1975 trat Brede-Hoffmann der SPD bei, die sie von 1979 bis 1989 im Ortsbeirat des Bezirks Mainz-Innenstadt vertrat. Nach der Aufteilung des Ortsbezirks gehörte sie 1989 bis 1995 dem Ortsbeirat von Mainz-Altstadt an. Von 1988 bis 1994 war sie auch Ortsvorsteherin der Innen- bzw. Altstadt.  Von 1989 bis 2009 gehörte sie dem Mainzer Stadtrat an. Von 1995 bis 2015 war sie Abgeordnete des rheinland-pfälzischen Landtags. Sie vertrat dort den Wahlkreis 27 (Mainz I). 2009 wurde sie erneut als Ortsvorsteherin der Mainzer Altstadt gewählt. Von 1996 bis 2011 war sie bildungspolitische Sprecherin der SPD-Landtagsfraktion. Seit Beginn der Legislaturperiode 2011 war sie stellvertretende Fraktionsvorsitzende. Sie war ordentliches Mitglied im Bildungsausschuss, im Wissenschaftsausschuss und in der Enquete-Kommission 16/2 „Aktive Bürgerbeteiligung für eine starke Demokratie“. Zum 1. April 2015 gab sie ihr Mandat zurück,  Johannes Klomann rückte als Abgeordneter nach. 2009 und 2012 war sie Mitglied der Bundesversammlung.
Daneben war sie ehrenamtliche Richterin am OVG Koblenz, Mitglied in der Regionalen Planungsgemeinschaft Rheinhessen-Nahe, im Aufsichtsrat der Grundstücksverwaltungsgesellschaft der Stadt Mainz, im Verwaltungsrat der Sparkasse Mainz, im Beirat Parken in Mainz GmbH, im Landesjugendhilfeausschuss und im Rundfunkrat des SWR.
Am 8. Februar 2020 wurde ihr die Willy-Brandt-Medaille verliehen.